# Istrische Demokratische Versammlung
Die Istrische Demokratische Versammlung (kroat. Istarski demokratski sabor, IDS; ital. Dieta democratica istriana, DDI) ist eine linksliberale Partei in Kroatien. Die IDS/DDI vertritt zwar als regionale Partei insbesondere die Interessen der Bevölkerung in Istrien, sie betätigt sich jedoch auch in der nationalen Politik. Derzeit verfügt sie über zwei Mandate im kroatischen Parlament. Parteivorsitzender ist Dalibor Paus.

## Neuere Geschichte
Die Partei wurde 1990 vor den ersten freien Wahlen in Kroatien gegründet. Sie entschied sich jedoch dafür, nicht an den Wahlen teilzunehmen. So ermöglichte sie den kroatischen Kommunisten, die sich kurz davor zur Sozialdemokratischen Partei Kroatiens (SDP) umbenannt hatten, die gesamte Region Istrien nach Stimmen zu gewinnen. Die IDS trat dann erstmals bei den Parlamentswahlen 1992 an und nutzte Verluste der SDP, um alle drei istrischen Wahlbezirke zu erobern.
Das Wahlergebnis machte Istrien zu einem Gebiet von besonderer Aufmerksamkeit für den kroatischen Präsidenten Franjo Tuđman und seine Kroatischen Demokratischen Union (HDZ), die in allen anderen Teilen Kroatiens dominierte. Zur ersten kroatischen Unterhauswahl, die mit den Wahlen in der neugegründeten Gespanschaft Istrien zusammenfiel, wurde eine staatlich gelenkte Medienkampagne gestartet, die nahezu ausschließlich auf Istrien abzielte. Die Kampagne erwies sich als spektakuläres Eigentor, da annähernd drei Viertel der istrischen Wähler für die IDS stimmten. Seit dieser Wahl hat keine andere Partei die Vormachtstellung der IDS in der Region brechen können.

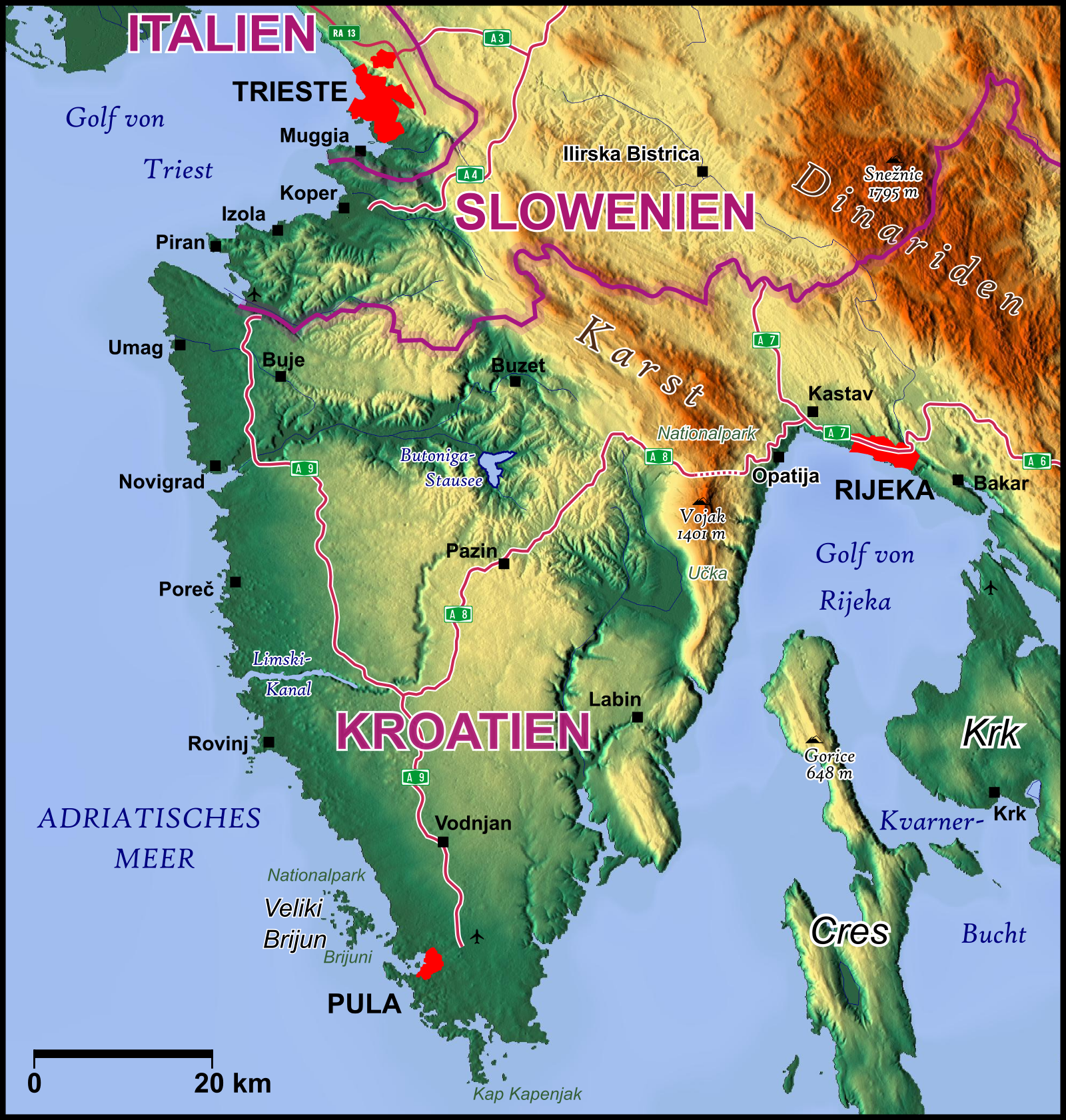
Karte Istriens

Die IDS setzt sich für eine eigene kulturelle und wirtschaftliche Identität Istriens und den gleichberechtigten Status der italienischen und kroatischen Sprache in Istrien ein. Dies entsprach nicht der ausgeprägt nationalkonservativen Politik von Tuđman. Die anderen kroatischen Parteien erwiesen sich diesbezüglich als pragmatischer, so dass die IDS im kroatischen Parlament und auch bei Wahlen mit anderen Parteien koalierte. In Istrien selbst ist die IDS jedoch in einen heftigen Konflikt mit der lokalen Tochterpartei der SDP und mit dem ehemaligen Mitglied und ersten Präfekten Luciano Delbianco verwickelt, der sich von der Partei getrennt und das Istrische Demokratische Forum gegründet hat.
Die IDS war nach den erfolgreichen Wahlen im Jahr 2000, als ihre Koalition mit der stimmenstärksten Partei SDP siegte, für kurze Zeit Teil der nationalen Regierung. Doch bereits ein Jahr später verließ die IDS die Koalition wegen Unstimmigkeiten in der auf Istrien-Politik und wegen der Art und Weise, wie die Partei von Ivica Račan den Koalitionspartner behandelte. Die IDS unterstützte die SDP jedoch weiterhin im Parlament.
2006 trat die IDS der Europäische Liberale, Demokratische und Reformpartei (ELDR), heute Allianz der Liberalen und Demokraten für Europa, bei.
Bei der Wahl zum Sabor im Dezember 2011 war die IDS mit der von der SDP angeführten Kukuriku-Koalition siegreich und zog mit drei Ministern in die Koalitionsregierung ein. Bei der Parlamentswahl 2016 trat die IDS in einer Koalition mit anderen istrischen Parteien an. Die Koalition erreichte 1,83 % und drei Sitze.